# Mitte Sugur, Siruguppa
Mitte Sugur là một làng thuộc tehsil Siruguppa, huyện Bellary, bang Karnataka, Ấn Độ.